# Днестровска правда
Днестровска правда е обществено-политически рускоезичен вестник, собственост на Тирасполския градски съвет. Издава се три пъти седмично (вторник, четвъртък и събота). Вестника е основан през 1941 година и е най-старото печатно издание в региона.
Вестникът обхваща различни аспекти на живота в Тираспол, дневни събития, политически и икономически проблеми на Приднестровието и други страни. Публикува писмата на читателите. Освен това, вестникът се занимава с издателска дейност. Мотото на вестника е фразата: „Правата на човека са над всичко“.